# Erich Glauer

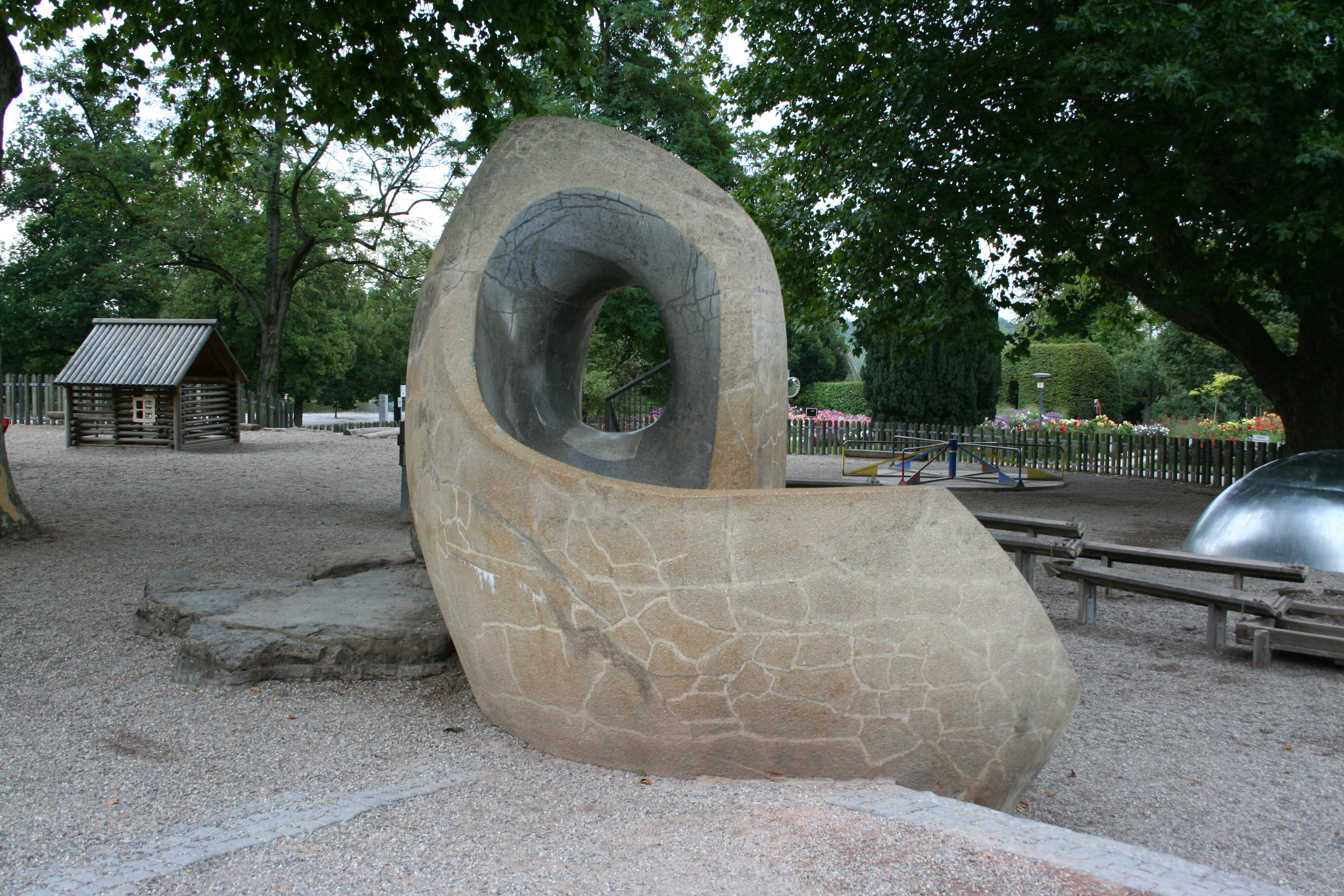
Die Kinderrutschbahn auf dem Killesberg

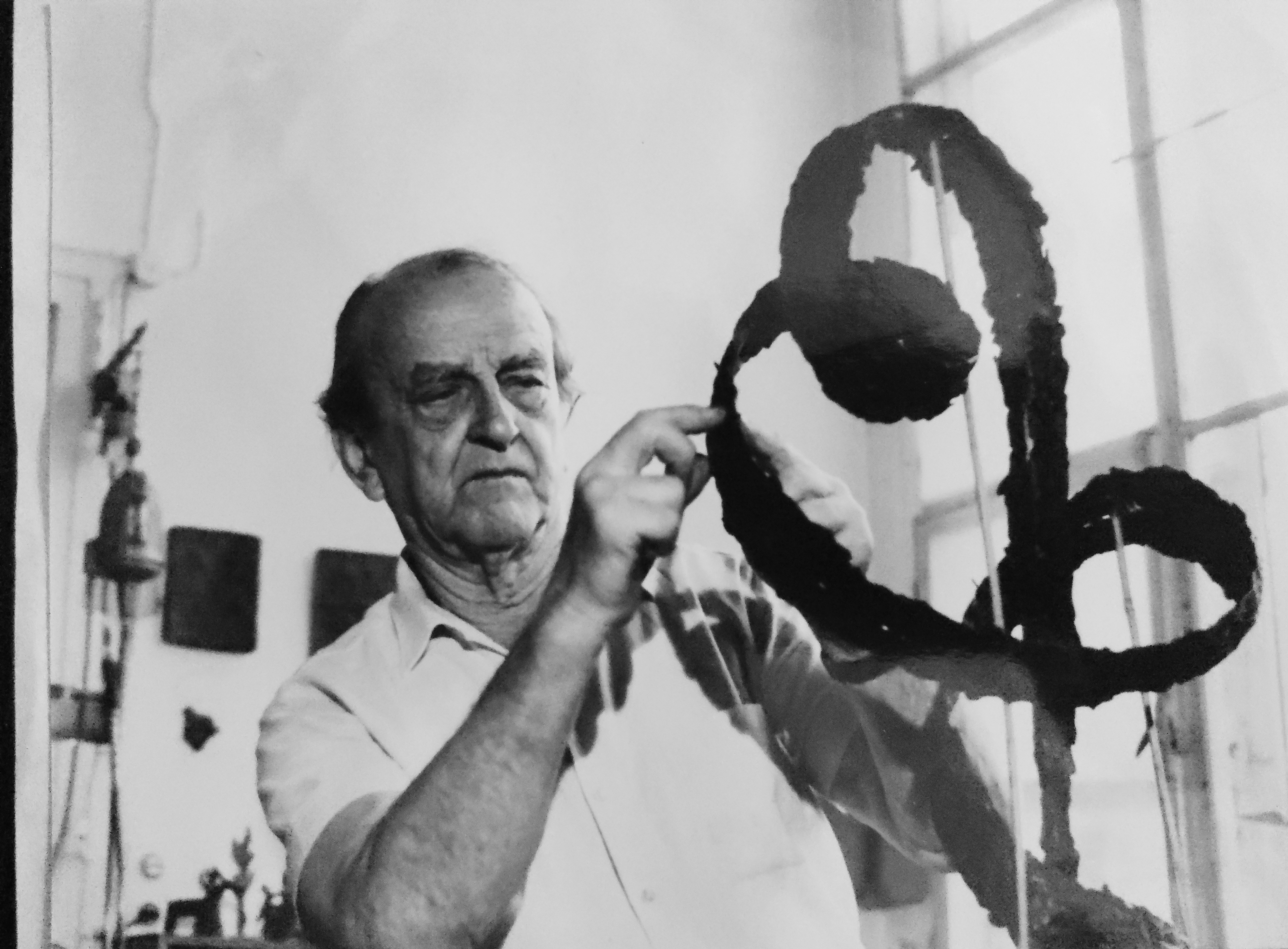
Erich Glauer in seinem Atelier in Stuttgart in der Ameisenbergstrasse.

Erich Glauer (* 1903 in Liegnitz, Schlesien; † 1995 in Stuttgart) war ein deutscher Bildhauer. Neben zahlreichen figürlichen Werken schuf er auch die Rutschbahn auf dem Stuttgarter Killesberg.

## Leben
Erich Glauer besuchte die Kölner Werkschulen in Köln, studierte von 1936 bis 1938 Bildhauerei an der Akademie der bildenden Künste in Dresden bei Karl Albiker und wechselte dann nach Stuttgart, wo Fritz von Graevenitz sein Lehrer war. Ab 1940 leistete er Kriegsdienst. Nach der Rückkehr aus der Kriegsgefangenschaft ließ er sich 1946 in Stuttgart als freier Bildhauer nieder.
Glauer gehörte 1958 zu den Initiatoren der Sindelfinger Sezession, die bis 1970 Bestand hatte. Zahlreiche Werke Glauers befinden sich im öffentlichen Raum in Sindelfingen, darunter die Figurengruppe Flamingo und Pelikan, die er 1956 schuf. Sie diente zunächst als Schmuck eines Brunnens an der Planie, der 1982 beim Bau der Tiefgaragenzufahrt unter den Marktplatz weichen musste. Glauers 2,2 Meter hohes Kunstwerk wurde damals auf einen Felsbrocken montiert und umgesetzt; es steht nun in Ufernähe im Klostersee. Laut einer Broschüre zur Kunst im öffentlichen Raum in Sindelfingen gewinnen die Vogelgestalten „in diesem Ambiente an innerer Lebendigkeit, tragen aber umgekehrt auch zur Schaffung einer stimmungsvollen Seeatmosphäre bei.“
Ein weiterer Brunnen, der mittlerweile nicht mehr in der Gestalt erhalten ist, die Erich Glauer ihm gab, ist der Tierschutzbrunnen auf dem Krehlplätzle in Stuttgart-Vaihingen. Die erste Version dieses Brunnens wurde 1937 geschaffen und trug einen wasserspendenden Knaben als Brunnenfigur. Sie zierte eine Straßenbahnhaltestelle samt Kiosk und wurde im Zweiten Weltkrieg schwer beschädigt. Eine Stiftung durch Frau Mathilde Rempis-Nast machte eine Erneuerung möglich: Erich Glauer schuf 1951 die Steinskulptur Sitzendes Mädchen mit Katze, die fortan den Brunnen zierte. Die Stiftung Stuttgarter Brünnele initiierte später eine Restaurierung des Brunnens, in deren Zuge die stark verwitterte steinerne Figurengruppe Glauers durch eine themengleiche Bronzearbeit seiner Schülerin Daniela Einsdorf ersetzt wurde.
Auf dem Radolfzeller Luisenplatz befindet sich ein Kriegerdenkmal, dessen Bronzerelieftafel von Glauer gestaltet wurde. Sie wurde 1957 in Untertürkheim gegossen.

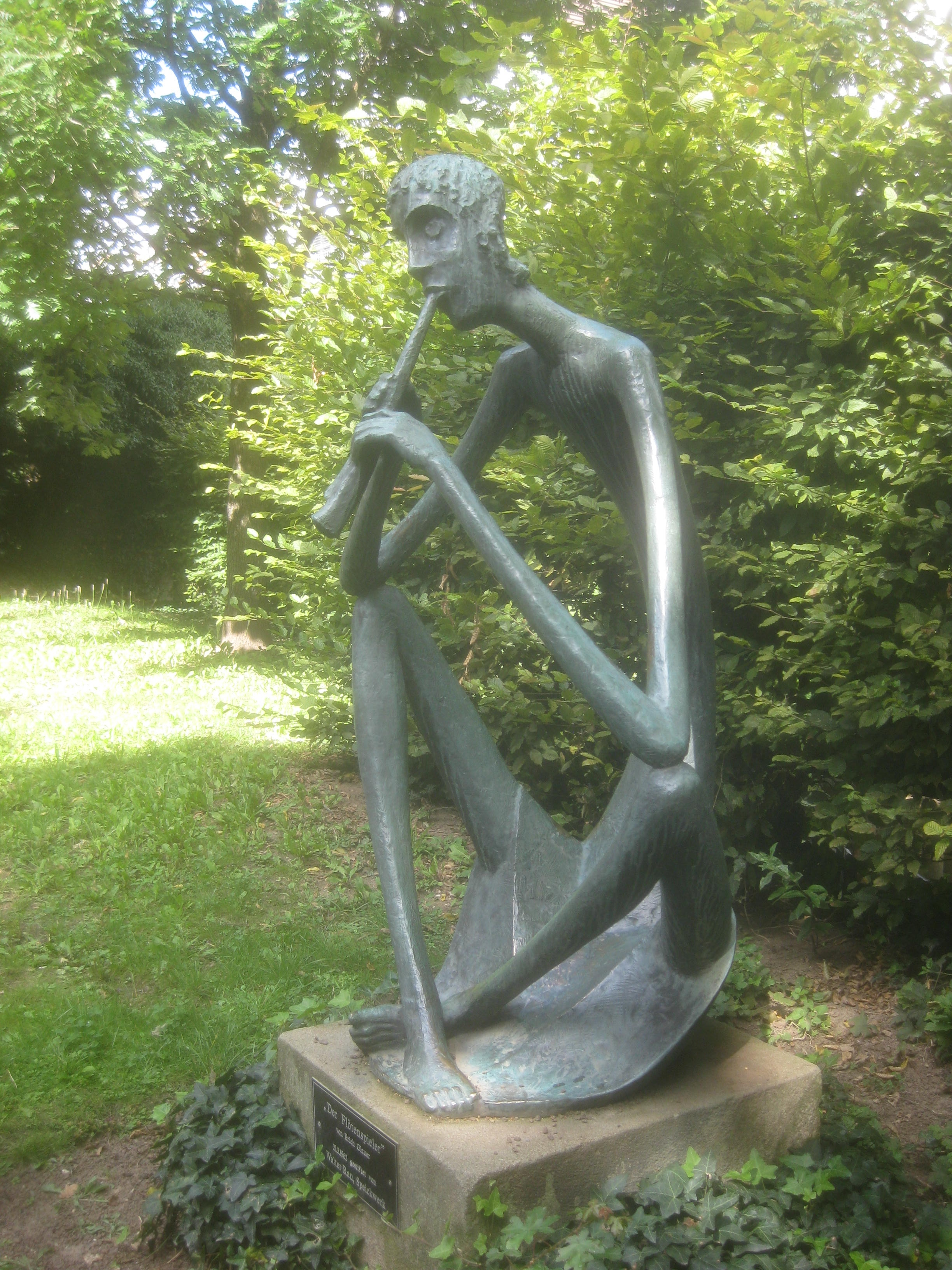
Flötenspieler

1962 wurde im Möhringer Spitalhof der bronzene Flötenspieler von Glauer aufgestellt.
Anfang der 1970er Jahre wurde auf dem Friedhof in Obertürkheim Glauers Ehren- und Mahnmal zum Gedenken an die Opfer der beiden Weltkriege und der Gewalt aufgestellt.
Glauer schuf auch eine Figur, die später als Grabdenkmal für Taco Bay, den verstorbenen Leiter der Christengemeinschaft, verwendet wurde. Bildhauerarbeiten Glauers befinden sich auch in etlichen Kirchen. So wurde der Alten Kirche in Hedelfingen im Jahr 1981 eine Figur des Evangelisten Lukas gestiftet. Ambo und Weih- oder Taufwasserbecken in der Petersberger Rabanus-Maurus-Kirche stammen ebenfalls von Glauer.
Neben den zwar abstrahierenden, aber doch großenteils figürlichen Darstellungen schuf Glauer auch andere Werke, etwa 1961 die Kinderrutschbahn für den Höhenpark Killesberg.
Werke Glauers waren in diversen Ausstellungen zu sehen. Eine Einzelausstellung in Sindelfingen trug den Titel Musikalisches im Raum. Glauer wurde 1973 in Paris mit Preisen ausgezeichnet.